# Darko Pešić
Darko Pešić (ur. 30 listopada 1992 w Cetynii) – czarnogórski lekkoatleta specjalizujący się w wielobojach.
W 2013 zdobył srebrny medal igrzysk frankofońskich w Nicei. Nie ukończył rywalizacji dziesięcioboistów podczas mistrzostw Starego Kontynentu w Amsterdamie (2016), nie startując do biegu na 400 metrów, natomiast w 2017 zajął 6. miejsce w halowych mistrzostwach Europy w Belgradzie.
Złoty medalista mistrzostw Serbii oraz reprezentant kraju na drużynowych mistrzostwach Europy.

## Osiągnięcia
| Rok  | Impreza                                 | Miejsce    | Konkurencja                | Lokata        | Wynik     |
| ---- | --------------------------------------- | ---------- | -------------------------- | ------------- | --------- |
| 2009 | Mistrzostwa świata juniorów młodszych   | Bressanone | ośmiobój                   | 14. miejsce   | 5288 pkt. |
| 2011 | Mistrzostwa Europy juniorów             | Tallinn    | dziesięciobój (juniorski)  | 13. miejsce   | 7062 pkt. |
| 2013 | Młodzieżowe mistrzostwa Europy          | Tampere    | dziesięciobój              | 14. miejsce   | 7522 pkt. |
| 2013 | Igrzyska frankofońskie                  | Nicea      | dziesięciobój              | 2. miejsce    | 7636 pkt. |
| 2016 | Mistrzostwa Europy                      | Amsterdam  | dziesięciobój              | –             | DNF       |
| 2017 | Halowe mistrzostwa Europy               | Belgrad    | siedmiobój                 | 6. miejsce    | 5984 pkt. |
| 2018 | Mistrzostwa Europy                      | Berlin     | dziesięciobój              | –             | DNF       |
| 2021 | Halowe mistrzostwa Europy               | Toruń      | siedmiobój                 | 8. miejsce    | 5824 pkt. |
| 2023 | I dywizja drużynowych mistrzostw Europy | Chorzów    | bieg na 110 m przez płotki | 2. miejsce    | 14,75     |
| 2023 | I dywizja drużynowych mistrzostw Europy | Chorzów    | sztafeta 4 × 100 m         | 11. miejsce   | 43,88     |
| 2024 | Halowe mistrzostwa świata               | Glasgow    | bieg na 60 m przez płotki  | eliminacje    | 8,37      |
| 2024 | Mistrzostwa Europy                      | Rzym       | dziesięciobój              | 21. miejsce   | 7421 pkt. |
| 2024 | Igrzyska olimpijskie                    | Paryż      | bieg na 100 m              | preeliminacje | 11,85     |

## Rekordy życiowe
| Konkurencja                           | Wynik     | Miejsce | Rok  | Uwagi             |
| ------------------------------------- | --------- | ------- | ---- | ----------------- |
| Bieg na 110 metrów przez płotki       | 14,35     | Bar     | 2023 | rekord Czarnogóry |
| Bieg na 60 metrów przez płotki (hala) | 7,95      | Belgrad | 2021 | rekord Czarnogóry |
| Skok wzwyż (hala)                     | 2,08      | Belgrad | 2021 | rekord Czarnogóry |
| Skok o tyczce (stadion)               | 4,70      | Bar     | 2022 | rekord Czarnogóry |
| Skok o tyczce (hala)                  | 4,73      | Belgrad | 2022 | rekord Czarnogóry |
| Skok w dal (stadion)                  | 7,33      | Pitești | 2016 | rekord Czarnogóry |
| Skok w dal (hala)                     | 7,24      | Belgrad | 2021 | rekord Czarnogóry |
| Siedmiobój (hala)                     | 6036 pkt. | Belgrad | 2021 | rekord Czarnogóry |
| Dziesięciobój                         | 7862 pkt. | Bar     | 2023 | rekord Czarnogóry |